# Gramòfon

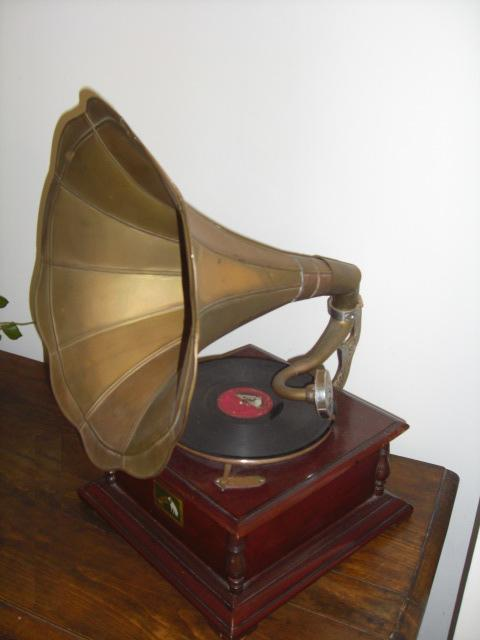
Gramòfon.

El  gramòfon és un aparell que reprodueix per mitjans mecànics els sons enregistrats en un disc. Va ser el primer sistema de gravació i reproducció de so que va utilitzar un disc pla, a diferència del fonògraf que gravava sobre cilindre. Així mateix va ser el dispositiu més comú per reproduir so gravat des de 1888 fins a la fi de la dècada dels anys 1980. Va ser patentat l'any 1888 per Emile Berliner. La paraula prové de del grec gramma  lletra, descripció i  fonos  so.

## Història
L'invent de Berliner sorgí com una millora del fonògraf de Thomas Alva Edison. Aquest últim, tot i ser el primer a enregistrar, estava molt limitat, ja que no permetia fer-ne una producció massiva i, per tant, els músics havien de repetir diverses vegades la peça per tal de produir diferents exemplars. És per això que el gramòfon va ser tan reeixit. Era menys costós de produir, tenia un mecanisme més senzill, reunia totes les característiques del seu predecessor i les millorava, ja que amb una única gravació, podia reproduir i realitzar milers de còpies a partir d'un mateix motlle. Així doncs, el 1901 Emile Berliner va formar una companyia per distribuir-los, la Victor Talking Machine. Fet que començà una guerra pel mercat entre Edison i Berliner.

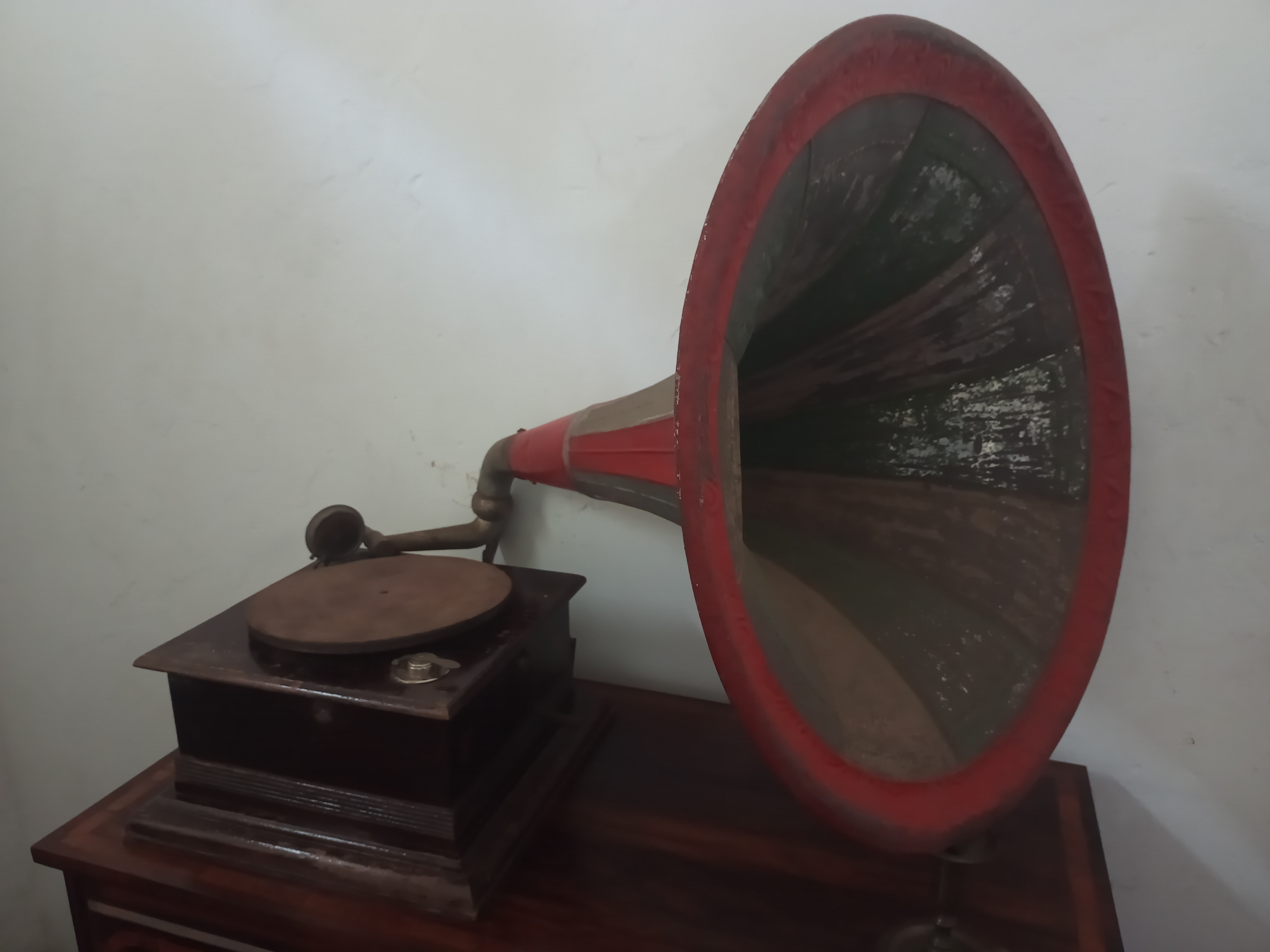

La principal diferencia entre un i l'altre era que el fonògraf funcionava amb un cilindre, mentre que el gramòfon feia ús d'un disc pla. La competència entre aquests dos invents feu que cadascun d'ells intentés millorar i superar el seu adversari. Cosa que va donar lloc que Eldridge R. Johnson aconseguís que el gramòfon deixés de funcionar essent accionat a mà i fabricant un motor; i que es modifiquessin els discos, fent-los d'ebonita (un material de goma endurit) amb un diàmetre de cinc polzades. Però Edison no es va donar per vençut i va contraatacar introduint cilindres de cera, fent així possibles gravacions de fins a quatre minuts de durada, i, més tard, de cel·luloide, fent-los resistents i garantint un so intel·ligible.

## Parts del gramòfon

### Plat giratori
En tot els gramòfons el plat giratori fa girar el disc cosa que crea so a través de l'agulla estacionaria que viatja a través de les seves ranures.
Inicialment en els primers gramòfons el plat giratori es feia funcionar amb la mà i la velocitat depenia de la rapidesa en que l'usuari girava la maneta. Posteriorment els inventors van incorporar una politja automatitzada i un sistema de cinturó per proporcionar energia continua i estable a la plataforma giratòria després d'un arrencament inicial. Els plats giratoris contemporanis utilitzen un sistema de corretja motoritzada que alimenta a la placa giratòria utilitzant una font externa d'energia com per exemple una presa de corrent o bateria.

### Pastilles
Els gramòfons tradueixen les vibracions en so utilitzant la pastilla, que capta les vibracions i les converteix en un impuls elèctric que pot ser amplificat i projectat. Les primeres pastilles van ser fetes de vidre, les quals es corroïen fàcilment i sovint requerien una capa protectora de gelatina per romandre intactes. Posteriorment es van substituir per pastilles de ceràmica cosa que va donar pas a les magnètiques, que proporcionaven un so més clar i eren més fàcils i barates de produir.
Finalment, algunes pastilles actuals utilitzen un làser per llegir les ranures i interpretar com aquests solcs es traduiran en vibracions.

### Agulla
L'agulla serveix com a punt de connexió únic entre el propi disc i el gramòfon. L'agulla s'assenta i viatja a través dels solcs d'un disc, lo qual genera vibracions que es reuneixen per la pastilla. En els primers gramòfons usaven materials com el zafir o el diamant per les agulles, mentre que les agulles actuals tendeixen ser fetes de metalls comuns com l'acer, el coure o el tungstè.

### Braç
Com el seu nom indica, el braç d'un gramòfon sosté la pastilla i l'agulla en el seu lloc mentre es gira el disc per sota. Els braços d'un gramòfon han d'oferir un equilibri entre l'estabilitat i la mobilitat, mentre ell mateix ha de romandre a una altura fixa per la duració de la filatura dels disc, al temps que proporciona una cert moviment lateral mentre el llapis es desplaça més a prop del centre del disc a mesura que gira. Encara que els braços més vells dels gramòfons eren estacionaris fins que es col·locaven a mà en els solcs del disc, els braços contemporanis estan mecanitzats, i es mouen i s'estableixen tan aviat com un disc es col·loca en el plat giratori.

## Principi de funcionament
El gramòfon de Berliner, igual que els tocadiscs desenvolupats posteriorment, consta d'un plat giratori, un braç, una agulla o  pua  i un amplificador, en els models elèctrics que van sorgir després de 1925. Un motor elèctric o de corda fa girar el plat a una velocitat constant (o el més constant possible) de 33, 45 o 78 RPM.
El gramòfon utilitza un sistema de gravació mecànica analògica en el qual les ones sonores són transformades en vibracions mecàniques, que fan moure una pua que traça solcs que conformen una espiral, sobre la superfície d'un disc metàl·lic, que ha estat tractat químicament. En forma inversa, en recórrer el solc d'un disc de material termoplàstic que gira el plat del dispositiu per part de la pua, es generen vibracions mecàniques les quals es transformen en so que és emès per la botzina.
El gramòfon va acabar imposant-se sobre el fonògraf pel menor cost de producció de les gravacions destinades a aquest dispositiu, ja que a partir d'un únic motlle original podien realitzar milers de còpies. El fonògraf només podia fer una única presa de so per cada representació original. Per això, quan s'anava a fer una gravació, es disposaven múltiples fonògrafs.
No obstant això el fonògraf, tenia un avantatge respecte al gramòfon: els usuaris podien gravar els seus propis cilindres, amb música o veus. Aquesta possibilitat havia múltiples aplicacions que ni el gramòfon ni el disc de vinil posterior permetre, i que es van trobar disponibles novament amb l'aparició dels gravadors de filferro metàl·lic, de cintes magnètiques (de rodet obert i casset) i els dispositius digitals (ordinadors equipats amb circuits de so i gravadores digitals portàtils).
A Mèxic, Argentina i Xile aquest sistema també és conegut com a  Vitrola .

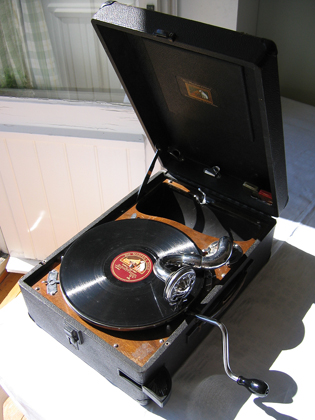
Gramòfon portàtil.

### Gramòfons d'aire calent
El "Maestrophone" de la casa Paillard, en comptes de fer servir el motor de corda de rellotge, aquest gramòfon anava equipat amb un motor d'aire calent. Quan es van comercialitzar aquestes màquines, per 1910, els motors d'aire calent portaven gairebé un segle funcionant, ja que havien estat patentats per Robert Stirling. La seva efectivitat s'havia demostrat particularment en màquines de petita potència, com aquesta, que requerien així mateix fonts de calor petites. Els gramòfons operats per aquest sistema es van demostrar útils, especialment per a les sales de ball, ja que amb una sola càrrega d'alcohol s'obtenien fins a 12 hores ininterrompudes de funcionament. Tot i que la caixa d'aquest gramòfon tenia tres cares de vidre per poder vigilar el funcionament de l'aparell, van ser molts els gramòfons d'aquest tipus que es van cremar per fallades en el sistema o pel mal ús de l'usuari, pel que en l'actualitat es conserven poc més d'una dotzena a tot el món. A Espanya es van comercialitzar aquestes màquines amb el nom de Motofone.

### Gramòfons amb ampliació mecànica: Víctor "Auxetphone"
El auxetophone va ser un gramòfon presentant a l'agost de 1906 per la companyia de Victor, que a més de posseir un motor de corda, estava equipat amb un amplificador d'aire comprimit i un compressor d'aire condicionat per un motor elèctric, amb el fi de produir un so de major volum. Però, era un equip costós (500 dòlars a la seva època), pel que es va utilitzar principalment a hotels i llocs grans. Va ser eliminat dels catàlegs de Victor en 1915 i només es van reportar 850 enviaments des de la seu de l'empresa a Camden. Per aconseguir la primitiva amplificació d'aquest dispositiu, la agulla de reproducció accionava una vàlvula ubicada en el braç fonocaptor, regulant la quantitat d'aire que passava per aquesta cap a la botzina de manera anàloga a les vibracions de la agulla, creant un so de major volum que un reproductor de diafragma.

### Gramòfon "Le Violon qui Chante"
El 1903 el luthier Reginald Herbert Payne i l'enginyer Thomas Broadvent, patenten un gramòfon el braç reproductor i altaveu amplificador del qual és un violí. Segons ells era la millor caixa d'amplificació que l'ésser humà havia creat, per tant la seva capacitat per reproduir música seria superior a la d'una botzina cònica. L'agulla de lectura anava muntada sobre el pont del violí.